# Nikolaj Vorontsov
Nikolaj Vorontsov, född 1 januari 1934, död 3 mars 2000, var en rysk biolog och politiker. Han var professor i utvecklingsbiologi vid N.K. Koltzov-institutet i Moskva. Han var sovjetisk miljöminister 1989–1991. Han invaldes 1992 som utländsk ledamot av Kungliga Vetenskapsakademien i Stockholm.